# Hein ter Poorten
Hein ter Poorten (Buitenzorg, 21 novembre 1887 – L'Aia, 15 gennaio 1968) è stato un generale olandese.
Fu comandante in capo delle forze armate delle Indie Orientali Olandesi (Koninklijk Nederlandsch-Indisch Leger) tra il l'ottobre 1941 e il marzo 1942, oltre che delle forze terrestri del comando ABDACOM.

## Biografia
Nacque a Buitenzorg (ora Bogor), Giava, a quel tempo parte delle Indie Orientali Olandesi, il 21 novembre 1887. Si arruolò nell'esercito della colonia trasferendosi nei Paesi Bassi, dove frequentò la Scuola Cadetti (Cadettenschool) di Alkmaar e successivamente la Reale Accademia Militare (Koninklijke Militaire Academie) di Breda. Il 25 luglio 1908 fu nominato sottotenente dell'artiglieria, entrando in contatto con il mondo dell'aviazione. Conseguì il brevetto di pilota di pallone aerostatico, vincendo anche una gara in Germania.

### Pioniere dell'aviazione olandese
Nel 1910 visitò con Van Heyst, Coblijn e Willem Versteegh la scuola di volo di Pierre de Caters. Il suo entusiasmo per il mondo dell'aviazione fu alimentato dalle autorità militari. Gli fu permesso di prendere lezioni di volo e iniziò a frequentare la scuola di volo Aviator di de Caters a Sint-Job-in-'t-Goor, ma la lasciò presto a causa dell'insoddisfazione per la professionalità degli insegnanti. Si trasferì allora alla scuola di Leon de Brouckère a Kiewit, dove lui e il tenente Gerard David Spandaw presero lezioni a loro spese. Il 29 aprile 1911 fu promosso al grado di tenente e il 30 agosto dello stesso anno prese il brevetto internazionale di pilota professionista. Dopo aver ottenuto la licenza si esercitò a bordo di un aereo De Broukère preso in prestito nei Paesi Bassi, e nel mese di settembre partecipò alla prima esercitazione militare nei Paesi Bassi, che vide l'uso degli aeromobili. Per la sua partecipazione alle prime manovre aeree militari olandesi fu fatto Cavaliere con spade dell'Ordine di Orange-Nassau. Subito dopo fu mandato a Bétheny in Francia per trovare aerei adatti all'uso militare. Scelse di acquistare un velivolo Deperdussin Monocoque e due Farman III, oltre che la licenza di produzione di entrambi i velivoli da esercitare presso la fabbrica Brouckère. Il 12 dicembre 1912 si sposò con Agneta Cornelia Roqué, che gli diede due figli. Nel 1913 tornò nelle Indie Orientali Olandesi insieme al velivolo Deperdussin, che rimase imballato nelle casse in cui era stato spedito, perché il comandante della Koninklijk Nederlandsch-Indisch Leger, generale Gotfried Coenraad Ernst van Daalen non sapeva ancora nulla dell'aviazione. I Farman III rimasero nei Paesi Bassi perché sembrava che il velivolo Deperdussin potesse resistere meglio al clima tropicale. L'istituzione del Proefvliegafdeling, precursore della ML-KNIL, avvenuto il 30 maggio 1914 fu difficile e Ter Poorten chiese il di trasferimento all'artiglieria da fortezza. Nel 1915 il comando militare della colonia vide la necessità di dotarsi di un aereo da trasporto, e mandò Poorten in missione negli Stati Uniti per acquistare il velivolo adatto. La sua scelta cadde sul Glenn Martin TA. Negli Stati Uniti Poorten decise di migliorare il record di altitudine americano, volando da Los Angeles a San Diego alla quota di 2.540 metri. Tornato nelle Indie Olandesi effettuò un volo di collaudo, con a bordo il tenente generale Johan Pieteer Michielsen, ma l'aereo, a causa di un guasto meccanico precipitò al suolo. Ter Poorten rimase ferito, ma il generale Michielsen perse la vita nello schianto. L'incidente venne considerato accidentale, e Poorten fu scagionato dalla commissione d'inchiesta appositamente costituita. Poco dopo ritornò in missione negli Stati Uniti per rientrare poi nelle Indie Olandesi dove abbandonò definitivamente il mondo dell'aviazione che tanto amava.

### Tra le due guerre
Nel 1919 ritornò nei Paesi Bassi per frequentare un corso per ufficiali di stato maggiore presso l'Alta Accademia Militare (Hogere Krijgsschool). Nel 1922 tornò nelle Indie olandesi, dove il suo matrimonio finì con un divorzio nel 1924. Durante il periodo tra le due guerre mondiali la carriera di ufficiale nelle Indie Orientali proseguì senza particolari patemi, assegnato al Quartier Generale (ufficio personale) della KNIL tra il 1926 e il 1931 e tra il 1933 e il 1936. Le promozioni si susseguirono, il 26 agosto 1924 venne promosso capitano, il 25 luglio 1925 maggiore, il 28 luglio 1935 tenente colonnello, il 29 aprile 1936 colonnello, il 13 settembre 1937 fu elevato al rango di maggior generale. Il 18 settembre 1934 si sposò in seconde nozze con Anna Maria Bergman. Nel 1936 fu nominato ispettore generale e comandante del dipartimento dell'artiglieria della colonia. Nel luglio 1939 succedette al generale Gerardus Johannes Berenschot come Capo di Stato Maggiore della Koninklijk Nederlands Indisch Leger, rimanendovi fino al fatale incidente aereo che coinvolse il generale Berenschot nell'ottobre 1941. In quel mese fu nominato comandante in capo delle forze armate delle Indie Orientali Olandesi e capo del dipartimento della guerra. Secondo l'allora governatore generale Alidius Tjarda van Starkenborch Stachouwer la sua nomina fu dovuta, rispetto ad altri ufficiali, perché egli aveva pienamente compreso i problemi a portata di mano, aveva una grande conoscenza del suo lavoro, un'intelligenza rapida e tagliente, e possedeva iniziativa ed originalità.

### L'intercettazione radio che poteva cambiare la guerra
Durante il servizio prestato come capo di stato maggiore, e poi nel breve periodo come comandante in capo della KNIL, si rese conto perfettamente che i giapponesi stavano per entrare in guerra, e cercò inutilmente di avvertire il suo omologo americano Marshall. Nel novembre 1941 la decrittazione di un messaggio radio giapponese effettuata dal capitano J.W. Henning rivelò una forte concentrazione di navi giapponesi presso le Isole Kurili, in vista di un possibile attacco contro gli Stati Uniti. Su disposizione di Poorten l'8 novembre 1941 due ufficiali olandesi si recarono a colloquio con il segretario di stato Cordell Hull ed il segretario alla Marina Frank Knox, mentre l'addetto militare olandese a Washington, colonnello F.D. Weijerman cercò di avvertire il generale George Catlett Marshall. Il 13 ottobre 1941 si incontrò a Batavia con il generale britannico Robert Brooke-Popham al fine di studiare una strategia difensiva comune. Subito dopo la morte del generale Berenschot si recò nelle Filippine per incontrare il generale Clagett.

### L'attacco giapponese

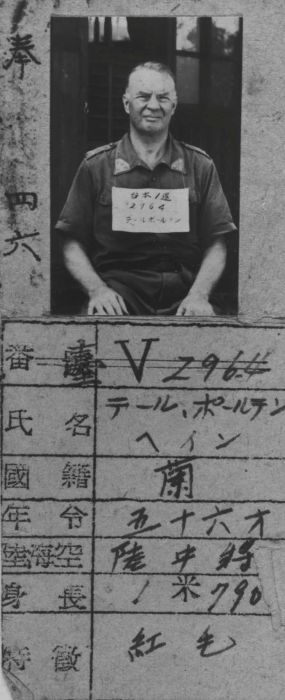
Il Luitenant-generaal H. Ter Poorten comandante della KNIL durante la prigionia giapponese

Il 7 dicembre del 1941 il Giappone attaccò in tutte le direzioni, effettuando sbarchi in Malaysia, e minacciando le Filippine e le Indie Orientali Olandesi. Per contrastare la minaccia fu costituito il comando ABDACOM, (American-British-Dutch-Australian Command) e il generale Wavell ne assunse la direzione. Egli non aveva molte risorse per difendere l'enorme territorio e non fu in grado di prevenire la caduta di Singapore e della Malesia da parte dei giapponesi. Nel gennaio 1942, un mese dopo l'attacco di Pearl Harbor Poorten venne nominato comandante di tutte le forze terrestri del Comando alleato americano-britannico-olandese-australiano (ABDA Land), ma non riuscì a fermare l'avanzata verso sud delle armate imperiali giapponesi nei primi mesi del 1942. Il 23 febbraio 1942, con la perdita della Malesia e la precaria posizione delle truppe alleate a Giava e a Sumatra, l'ABDACOM venne sciolto ed il suo quartier generale a Giava evacuato. Rimasto a difendere Giava il generale Poorten aveva al suo comando 35.000 soldati, oltre a 7.000 soldati americani, australiani e britannici schierati a sostegno La maggior parte delle truppe era concentrata a Giava, con aliquote significative nel Borneo e a Sumatra. Le sue truppe, ed in particolare quelle della guardia nazionale, erano poco addestrate per affrontare l'invasore giapponese. Il 1º marzo in conseguenza dello sbarco della truppe giapponesi l'esercito coloniale si disintegrò, le truppe indigene disertarono in massa, e le rimanenti forze olandesi ed alleate incominciarono a ritirarsi. Poco dopo iniziò la sollevazione della popolazione indonesiana contro il governo coloniale, con episodi di aperte minacce contro i civili olandesi. Impossibilitato a continuare a combattere, l'8 marzo 1942 ordinò la resa delle rimanenti forze alleate a Giava, consegnandosi al comandante della 2ª Divisione giapponese, generale Masao Maruyama. Il giorno dopo avvenne la formale capitolazione firmata a Kalidjati alla presenza del tenente generale Hitoshi Imamura, comandante della 16ª Armata. Durante il resto della guerra rimase prigioniero di guerra dei giapponesi, dapprima rinchiuso nel campo di Kota Cane, e successivamente trasferito a Taiwan e quindi in Manciuria. Fu liberato solo alla fine della seconda guerra mondiale, il 17 agosto 1945, ritornando nei Paesi Bassi entro la fine dell'anno.
Dopo il suo rientro in patria egli chiese di congedarsi con onore. Il generale Ter Poorten sospettava che gli fosse imputata l'inevitabile sconfitta olandese nelle Indie Orientali. Questo sospetto era iniziato già il 5 marzo 1942, quattro giorni prima della capitolazione, quando il comando supremo di tutte le forze armate presenti nelle Indie olandesi era stato avocato a sé dal governatore generale Alidius Tjarda van Starkenborch Stachouwer. Il suo sospetto fu rafforzato al termine della guerra, quando la sua richiesta di dimissioni non gli venne immediatamente accettata. Il nuovo luogotenente governatore generale delle Indie Orientali, Hubertus van Mook, chiese al generale Ter Poorten di redigere un resoconto di tutti gli eventi che precedettero la capitolazione del 9 marzo 1942. A seguito di questa relazione, e sentito il parere di una commissione d'inchiesta indipendente, Mook avrebbe stabilito a quali condizioni egli si sarebbe congedato. Alla fine, dopo la lettura del suo memoriale difensivo, le sue dimissioni vennero accettate come onorevoli, ma senza la qualifica: ha reso molti servizi importanti. Si spense all'Aia, nei Paesi Bassi il 15 gennaio 1968.